# Serginho Portugal
Sergio Schanuel Fortes, mais conhecido como Serginho Portugal, (Juiz de Fora, 04 de junho de 1993), é um futebolista brasileiro que atua como Atacante. Atualmente, joga pelo Tupi.

## Carreira
Atacante veloz e talentoso, com um potente chute de perna direita. Eis as qualidades que definem Serginho, que tem Portugal como apelido por sua passagem pelo Atlético Clube de Portugal. 
Com passagens também nas categorias de base de Real Sociedad, Fulham entre outros clubes da Europa, se destacou nacionalmente em 2013 no Tupi Football Club, mesmo integrado à equipe profissional que buscava o acesso à Série C do mesmo ano mas sendo o principal jogador da equipe no Campeonato Mineiro Sub20, na Taça BH de Juniores e na Copa Integração Sub20, onde o Tupi foi batido na final na cobrança de penalidades contra a equipe de Cataguases por 2x1, mesmo assim, acabou por se sagrar artilheiro da mesma competição com 6 gols.